# 1984 UJ1
1984 UJ1 är en asteroid i huvudbältet som upptäcktes den 28 oktober 1984 av den tjeckiske astronomen Antonín Mrkos vid Kleť-observatoriet i Tjeckien.